# Tipula (Acutipula) lieftinckiana
Tipula (Acutipula) lieftinckiana is een tweevleugelige uit de familie langpootmuggen (Tipulidae). De soort komt voor in het Oriëntaals gebied.